# Dãy chính

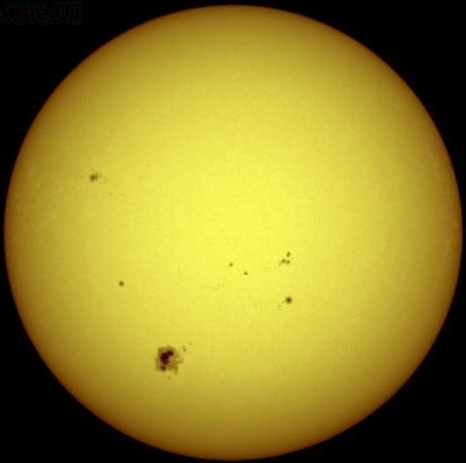
Mặt Trời là ví dụ hay gặp nhất của một ngôi sao thuộc dãy chính.

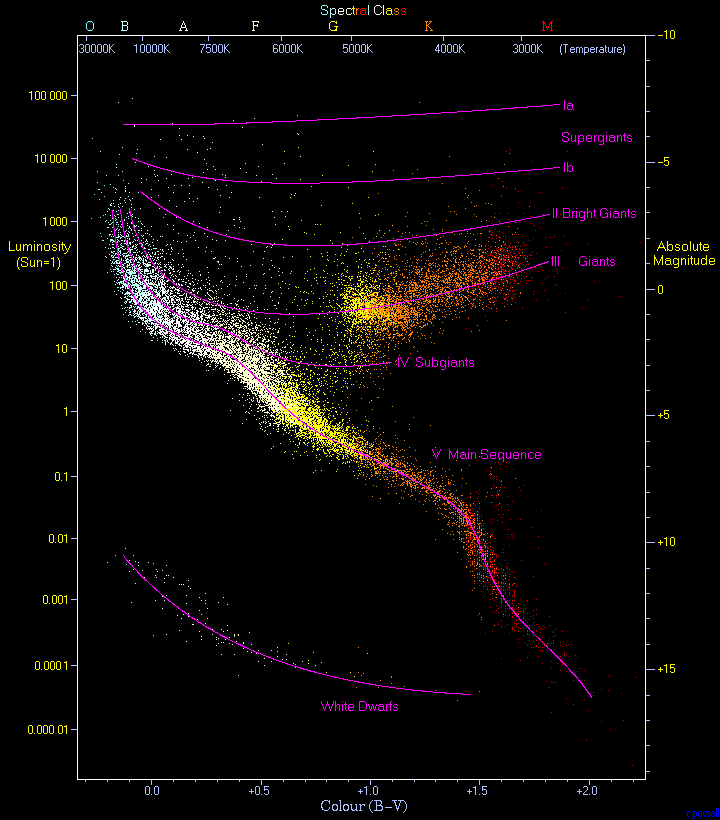
Biểu đồ Hertzsprung–Russell thể hiện độ sáng thực (hay cấp sao tuyệt đối) của ngôi sao so với chỉ mục màu (biểu diễn bằng B-V). Dãy chính thể hiện là một dải chéo rõ rệt chạy từ phía trên bên trái xuống phía dưới bên phải. Biểu đồ vẽ 22.000 sao với dữ liệu từ Danh lục Hipparcos cùng với 1.000 độ sáng thấp (sao lùn trắng và sao lùn đỏ) từ Danh lục Gliese các sao ở gần.

Trong thiên văn học, dãy chính (hoặc dải chính) là một dải hay đường liên tục rõ rệt thể hiện các sao khi vẽ chúng trên biểu đồ chỉ mục màu so với độ sáng. Biểu đồ màu-độ sáng còn gọi là biểu đồ Hertzsprung–Russell mang tên các nhà thiên văn học Ejnar Hertzsprung và Henry Norris Russell. Các ngôi sao trên dãy này được gọi là sao dãy chính hoặc sao "lùn".
Sau khi một ngôi sao hình thành, nó sinh ra năng lượng nhiệt trong vùng lõi đặc nhờ phản ứng tổng hợp các hạt nhân nguyên tử hiđrô thành hạt nhân heli. Trong giai đoạn này của ngôi sao, nó nằm trên dải chính tại vị trí xác định chủ yếu bởi khối lượng của nó, nhưng cũng còn bởi thành phần hóa học và những yếu tố khác. Tất cả các sao dãy chính đều nằm trong trạng thái cân bằng thủy tĩnh, khi áp suất đẩy ra ngoài bởi năng lượng nhiệt phát ra từ lõi cân bằng với áp suất nén vào trong từ các lớp vật chất bên trên bởi trọng lực. Sự phụ thuộc mạnh của tốc độ sản sinh năng lượng trong lõi sao vào nhiệt độ và áp suất giúp ngôi sao tự duy trì quá trình cân bằng này. Năng lượng sinh ra tại lõi truyền lên bề mặt và phát vào không gian tại quang quyển. Năng lượng được tải giữa các lớp hoặc bởi bức xạ hoặc bởi sự đối lưu, với sự đối lưu xảy ra trong những vùng có gradien nhiệt độ chênh nhau lớn, độ cản trở ánh sáng cao (độ mờ đục) hoặc cả hai.
Các nhà thiên văn thỉnh thoảng chia dãy chính thành các phần trên và phần dưới, dựa trên quá trình chủ yếu mà ngôi sao tạo ra năng lượng. Các sao có khối lượng dưới 1,5 lần khối lượng Mặt Trời (hay 1,5 M) chủ yếu tổng hợp các hạt nhân hiđrô trong một chuỗi các phản ứng để tạo thành hạt nhân heli, hay còn gọi là chuỗi proton–proton. Lớn hơn khối lượng này, ở phần phía trên của dãy chính, quá trình tổng hợp hạt nhân chủ yếu sử dụng các hạt nhân nguyên tử cacbon, nitơ và ôxi làm trung gian trong chu trình CNO để tạo ra heli từ các hạt nhân hiđrô. Sao dãy chính với khối lượng lớn hơn hai lần khối lượng Mặt Trời trao đổi năng lượng bằng quá trình đối lưu giữa những vùng lõi trong chúng, làm quấy động những hạt nhân heli mới tạo ra và duy trì tỷ lệ nhiên liệu cần thiết cho phản ứng tổng hợp hạt nhân đủ điều kiện để xảy ra. Bên dưới khối lượng này, các sao có lõi bức xạ toàn bộ năng lượng là chủ yếu và các vùng đối lưu nằm gần bề mặt ngôi sao. Với khối lượng sao giảm, tỉ lệ sao hình thành một lớp vỏ đối lưu tăng dần ổn định, trong khi những sao dãy chính có khối lượng nhỏ hơn 0,4 M trao đổi năng lượng giữa các lớp hoàn toàn bằng quá trình đối lưu. Khi sự đối lưu ở lõi không xảy ra, một lõi giàu heli sẽ hình thành bao quanh bên ngoài lớp hiđrô.
Nói chung, sao có khối lượng càng lớn thì thời gian nó nằm trên dãy chính càng ngắn. Sau khi nhiêu liệu hiđrô tại lõi đã cạn, ngôi sao tiến hóa ra khỏi dãy chính trên biểu đồ HR. Sự hoạt động của ngôi sao bây giờ phụ thuộc vào khối lượng của nó, với các sao có khối lượng bên dưới 0,23 M trực tiếp trở thành sao lùn trắng, trong khi các ngôi sao có khối lượng tới chục lần khối lượng Mặt Trời trải qua giai đoạn sao khổng lồ đỏ và ở cuối giai đoạn chúng trở thành sao neutron. Những sao có khối lượng lớn hơn nữa thì sẽ kết thúc sự tiến hóa của chúng bằng vụ nổ siêu tân tinh, hoặc suy sụp trực tiếp thành lỗ đen.

## Sắp xếp
Bảng dưới đây cho thấy các giá trị tiêu biểu cho các ngôi sao dọc theo dãy chính. Các giá trị của độ sáng ( L ), radius ( R ) và mass ( M ) có liên quan đến Mặt trời-một ngôi sao lùn với phân loại phổ là G2 V. Các giá trị thực tế cho một ngôi sao có thể thay đổi nhiều nhất là 20-30% từ các giá trị được liệt kê bên dưới. 
| Phân loại sao | Bán kính                         | Khối lượng | Độ sáng                     | Nhiệt độ bề mặt | Ví dụ[7]                  |
| Phân loại sao | R/R{\displaystyle {\odot }}</sub | M/M☉       | L/L{\displaystyle {\odot }} | K               | Ví dụ[7]                  |
| ------------- | -------------------------------- | ---------- | --------------------------- | --------------- | ------------------------- |
| O6            | 18                               | 40         | 500.000                     | 38.000          | Theta1 Orionis C          |
| B0            | 07,4                             | 18         | 020.000                     | 30.000          | Phi1 Orionis              |
| B5            | 03,8                             | 06,5       | 000,800                     | 16.400          | Pi Andromedae A           |
| A0            | 02,5                             | 03,2       | 000,080                     | 10.800          | Alpha Coronae Borealis A  |
| A5            | 01,7                             | 02,1       | 000,020                     | 08.620          | Beta Pictoris             |
| F0            | 01,3                             | 01,7       | 000,006                     | 07.240          | Gamma Virginis            |
| F5            | 01,2                             | 01,3       | 000,002,5                   | 06.540          | Eta Arietis               |
| G0            | 01,05                            | 01,10      | 000,001,26                  | 05.920          | Beta Comae Berenices      |
| G2            | 01.00                            | 01.00      | 000,001.00                  | 05.780          | Mặt Trời[note 1]          |
| G5            | 00,93                            | 00,93      | 000,000,79                  | 05.610          | Alpha Mensae              |
| K0            | 00,85                            | 00,78      | 000,000,40                  | 05.240          | 70 Ophiuchi A             |
| K5            | 00,74                            | 00,69      | 000,000,16                  | 04.410          | 61 Cygni A[8]             |
| M0            | 00,63                            | 00,47      | 000,000,063                 | 03.920          | Gliese 185[9]             |
| M5            | 00,32                            | 00,21      | 000,000,0079                | 03.120          | EZ Aquarii A              |
| M8            | 00,13                            | 00,10      | 000,000,0008                | 02.660          | Van Biesbroeck's star[10] |

### Tổng quan
Kippenhahn, Rudolf, 100 Billion Suns, Basic Books, New York, 1983.

### Chuyên khảo
xxxxnhỏ|286x286px|Danh sách các sao dãy chính]]
1. Arnett, David, Supernovae and Nucleosynthesis, Princeton University Press, Princeton, 1996.
2. Bahcall, John N., Neutrino Astrophysics, Cambridge University Press, Cambridge, 1989.
3. Bahcall, John N., Pinsonneault, M.H., and Basu, Sarbani, "Solar Models: Current Epoch and Time Dependengces, Neutrinos, and Helioseismological Properties," The Astrophysical Journal, 555, 990, 2001.
4. Barnes, C. A., Clayton, D. D., and Schramm, D. N.(eds.), Essays in Nuclear Astrophysics, Cambridge University Press, Cambridge, 1982.
5. Bowers, Richard L., and Deeming, Terry, Astrophysics I: Stars, Jones and Bartlett, Publishers, Boston, 1984.
6. Chabrier, Gilles, and Baraffe, Isabelle, "Theory of Low-Mass Stars and Substellar Objects," Annual Review of Astronomy and Astrophysics, 38, 337, 2000.
7. Chandrasekhar, S., An Introduction to the study of stellar Structure, Dover Publications, Inc., New York, 1967.
8. Clayton, Donald D., Principles of Stellar Evolution and Nucleosynthesis, University of Chicago Press, Chicago, 1983.
9. Cox, J. P., and Giuli, R. T., Principles of Stellar Structure, Gordon and Breach, New York, 1968.
10. Fowler, William., Caughlan, Georgeanne R., and Zimmerman, Barbara A., "Thermonuclear Reaction Rates, I," Annual Review of Astronomy and Astrophysics, 5, 525, 1967.
11. Fowler, William A., Caughlan, Georgeanne R., and Zimmerman, Barbara A., "Thermonuclear Reaction Rates, II, " Annual Review of Astronomy and Astrophysics, 13, 69, 1975.
12. Hansen, Carl J., Kawaler, Steven D., and Trimble, Virginia Stellar Interiors: Physical Principles, Structure, and Evolution, Second Edition, Springer-Verlag, New York, 2004.
13. Harris, Michael J., Fowler, William A., Caughlan, Georgeanne R., and Zimmerman, Barbara A., "Thermonuclear Reaction Rates, III," Annual Review of Astronomy and Astrophysics, 21, 165, 1983.
14. Iben, Icko, Jr, "Stellar Evolution Within and Off the Main Sequence," Annual Review of Astronomy and Astrophysics, 5, 571, 1967.
15. Iglesias, Carlos A, and Rogers, Forrest J., "Updated Opal Opacities," The Astrophysical Journal, 464, 943, 1996.
16. Kippenhahn, Rudolf, and Weigert, Alfred, Stellar Structure and Evolution, Springer-Verlag, Berlin, 1990.
17. Liebert, James, and Probst, Ronald G., "Very Low Mass Stars," Annual Review of Astronomy and Astrophysics, 25, 437, 1987.
18. Padmanabhan, T., Theoretical Astrophysics, Cambridge University Press, Cambridge, 2002.
19. Prialnik, Dina, An Introduction to the Theory of Stellar Structure and Evolution, Cambridge University Press, Cambridge, 2000.
20. Novotny, Eva, Introduction to Stellar Atmospheres and Interior, Oxford University Press, New York, 1973.

Shore, Steven N., The Tapestry of Modern Astrophysics, John Wiley AND Sons, Hoboken, 2003.